# NGC 6893
NGC 6893 é uma galáxia lenticular (SB0) localizada na direcção da constelação de Telescopium. Possui uma declinação de -48° 14' 22" e uma ascensão recta de 20 horas, 20 minutos e 49,6 segundos.
A galáxia NGC 6893 foi descoberta em 7 de Julho de 1834 por John Herschel.